# Роудс, Эдгар Нельсон
Э́дгар Не́льсон Ро́удс, PC (англ. Edgar Nelson Rhodes; 5 января 1877 года, Амхерст — 15 марта 1942 года, Оттава) — канадский политик из провинции Новая Шотландия. Спикер Палаты общин Канады (1917—1921). Премьер-министр Новой Шотландии (1925—1930). Министр рыболовства Канады (1930—1932). Министр финансов Канады (1932—1935).

## Биография
Родился 5 января 1877 года в городе Амхерст, Новая Шотландия. Получил юридическое образование, работал юристом.
На федеральных выборах 1908 года был избран членом Палаты общин Канады в качестве кандидата от Консервативной партии, переизбран в 1911 году.
В январе 1917 года, после перехода спикера Палаты общин Альбера Севиньи на работу в правительство, депутаты избрали Роудса его преемником. После новых парламентских выборов, состоявшихся в октябре 1917 года, Роудс был вновь избран на должность спикера — став, таким образом, третьим в истории Канады человеком, занимавшим эту должность в течение двух созывов парламента.
В 1921 году Роудс временно ушёл из политики в бизнес, став президентом British-American Nickel Company (на этом посту он сменил Джеймса Хэмета Данна). В том же году он был назначен членом Тайного совета Королевы для Канады и оставался им до самой смерти.
В 1925 году British-American Nickel Company обанкротилась, после чего Роудс принял решение о возвращении в политику. Приняв предложение стать лидером Консервативной партии Новой Шотландии, он привёл её к сокрушительной победе на провинциальных выборах 1925 года. По их итогам партия получила 40 из 43 мест в Палате собрания Новой Шотландии — при том, что до этого у консерваторов было лишь 3 места. Главной причиной успеха Консервативной партии стала предложенная Роудсом программа «защиты прав» Приморских провинций: консерваторы обещали ограничить влияние федерального правительства в Новой Шотландии, а также остановить отток населения из провинции. Сыграло свою роль в победе консерваторов и недовольство либералами, правившими Новой Шотландией с 1878 года. Наконец, помогла консерваторам и личная популярность Роудса, который 11 июня 1925 года (за две недели до выборов) успешно выступил посредником между правительством и бастующими шахтерами из Кейп-Бретона.
Большим достижением Роудса на посту премьер-министра Новой Шотландии стала реформа системы социального обеспечения: были введены пенсии для учителей, а также пособия для овдовевших матерей. Другим важным мероприятием его правительства стало упразднение верхней палаты новошотландского парламента — Законодательного совета (ЗС). Попытки упразднить ЗС, предпринимаемые консерваторами с 1925 г., три года были безуспешными из-за сопротивления либерального большинства членов ЗС. В 1928 г. Роудс посоветовал лейтенант-губернатору Джеймсу Тори назначить в ЗС дополнительных членов, дабы обеспечить большинство Консервативной партии. Лейтенант-губернатор (обычно всегда действующий по совету премьера) решил, что в данной ситуации это не входит в его полномочия, и обратился за помощью к федеральному правительству. В Оттаве назначение дополнительных членов посчитали неконституционным — так как, согласно закону, в ЗС не могло быть более 21 члена. Тогда Роудс обратился в Верховный Суд Новой Шотландии, но мнения судей разделились. Дело было направлено в Судебный комитет Тайного совета, который и поставил в нём точку. Лейтенант-губернатору Тори разрешили уволить либеральных членов ЗС и назначить на их место консерваторов. 24 февраля 1928 года новый состав ЗС проголосовал за его упразднение.
В 1928 году Консервативная партия вновь одержала победу на выборах, а Роудс был назначен премьер-министром на второй срок.
7 августа 1930 года Роудс был назначен министром рыболовства в федеральном правительстве Ричарда Бэдфорда Беннетта. В связи с этим он ушёл с поста премьера Новой Шотландии, передав его однопартийцу Гордону Сидни Харрингтону. 22 августа он был безальтернативно избран членом Палаты общин от округа Ричмонд — Западный Кейп-Бретон. В 1932 году Беннетт переместил Роудса на пост федерального министра финансов, где он работал три года. При нём, несмотря на Великую депрессию, принимались строгие бюджеты, увеличивавшие налоги и сокращавшие расходы.
20 июля 1935 года был, по совету Беннетта, назначен в Сенат Канады, где заседал до самой смерти. Умер 15 марта 1942 года в Оттаве. Похоронен на оттавском кладбище Бичвуд.

## Личная жизнь
12 июля 1905 года Эдгар Нельсон Роудс женился на Мэри Грейс Пайпс — дочери Уильяма Томаса Пайпса, премьер-министра Новой Шотландии в 1882—1884 годах и давнего юридического партнёра Роудса. В их семье было двое детей — сын Эдгар Нельсон-младший и дочь Хелен Сибил.
По вероисповеданию был баптистом.